# Billedbog
En billedbog er en bog med mange billeder, oftest skønlitterær og for børn. I snævrere, litteraturteoretisk forstand er det bøger med et eller flere billeder på hvert opslag, hvor tekst og illustration sammen fortæller en historie.

## Billedbøger – definition
Begrebet billedbøger bruges oftest om bøger med mange billeder, som retter sig mod børn, det vil sige rigt illustrerede børnebøger. De færreste billedbøger er beregnet til, at barnet læser dem selv, men er i stedet højtlæsnings- og samtalebøger. De enkleste billedbøger er pegebøger med klare billeder med tydelige konturer og farveflader, der kan lære barnet grundlæggende begreber uden nogen historie. 
Det findes også aktivitetsbøger med labyrinter og opgaver, af nogle kaldet ligge på maven-bøger, og bøger helt uden tekst. Almindeligst er dog bøger, hvor historien først og fremmest ligger i teksten, sidde-på-skødet-bøger, som kræver en læsekyndig formidler. Gode billedbøger for børn bør derfor kunne give oplevelser både til den lille og den store.

## Billedernes fortællerfunktion
I ældre børnelitteratur havde illustrationerne ofte en dekorativ eller genfortællende funktion, det vil sige, at billederne spejler eller gentager teksten. I nyere tid har de ofte en tolkende funktion og udvider fortællingerne. Billederne kan desuden have en helt selvstændig fortællefunktion parallelt med teksten eller i bøger helt uden ord.

## Billedbogsforfattere og -illustratorer
Fra tidligt i 1900-tallet har der været mange dygtige forfattere og illustratorer, som har arbejdet seriøst med billedbøger. Blandt de mest kendte kan nævnes engelske Beatrix Potter (Historien om Peter Kanin), svenske Elsa Beskow (Tante Grøn, tante Brun og tante Lilla og andre) og franske Jean de Brunhoff (Historien om Babar, den lille elefant). I 1940'erne, 50'erne og 60'erne blev billedbøgerne for alvor internationale, og der kom bøger blandt andet af danskerne Egon Mathiesen (Aben Osvald) og Arne Ungermann (Abel Spendabel), finske Tove Jansson (Mumitroldene) og amerikaneren Eric Carle (Den sultne larve Aldrigmæt). Siden øgedes produktionen yderligere, blandt andet med amerikaneren Anthony Brownes gorillabøger, hollandsk-amerikaneren Peter Spiers første billedbøger, svenske Gunilla Bergström (Alfons Åberg) og Ulf Löfgren (Ludvig-bøgerne og andre) og tyskeren Wolf Erlbruch (Muldvarpen, der ville vide, hvem der havde lavet lort på dens hoved). Ofte har det været samme person, der både skriver og tegner. De allerfleste billedbogskunstnerne arbejder desuden indenfor andre genrer, både for børn og voksne. Siden 1970'erne har billedbøgerne fået et mere vitalt formsprog end tidligere. Illustratorer, som er vokset op med populærkultur som tegneserier og film, laver illustrationer, der er lige så vigtige som teksten, og som er selvstændige tolkninger af historien, ikke bare genfortællende dekorationer. Indholdet er blevet både mere hverdagsrealistisk og problematiserende med tabuer, psykologi og samfundskritik. Samtidig er der blevet større rum for fri fantasi og leg med genren.
Danmark er et lille sprogområde, når der skal skrives, tegnes og udgives billedbøger. Her har vi glæde af at kunne oversætte bøger fra de andre skandinaviske lande, som vi har en fælles tradition med indenfor børnefortællinger.

## Skandinaviske billedbogsforfattere og -illustratorer
Herunder er nævnt forfattere og illustratorer, hvis bøger er udgivet i Danmark:

### Danske
Egon Mathiesen – Svend Otto S. – Ib Spang Olsen – Jørgen Clevin – Arne Ungermann – Flemming Quist Møller – Lilian Brøgger – Dorte Karrebæk – Jon Ranheimsæter – Cato Thau-Jensen – Bente Bech – Mette-Kirstine Bak – Hanne Bartholin – Kim Fupz Aakeson - Janus Kodal - Kim Langer

### Svenske
Elsa Beskow – Lennart Hellsing – Barbro Lindgren – Jan Lööf – Gunilla Bergström – Ulf Löfgren – Ulf Nilsson – Inger Sandberg og Lasse Sandberg – Sven Nordqvist – Eva Eriksson – Anna-Clara Tidholm – Ilon Wikland

### Norske
Louis Moe – Haakon Bjørklid – Kari Grossmann og Werner Grossmann – Harald Nordberg – Fam Ekman – Iben Sandemose – Gro Dahle – Svein Nyhus – Akin Düzakin – Hilde Kramer – Per Dybvig – Annlaug Auestad

### Finske
Tove Jansson

## Billedbogsteori
- Billedbokteori Arkiveret 2. juli 2007 hos  Wayback Machine (Norsk)
- Dansk billedbogsteori (en oversigt) Arkiveret 15. juli 2006 hos  Wayback Machine
- Thor Åge Bringsværd om samarbejdet mellem forfatter og illustrator i en billedbog Arkiveret 24. maj 2006 hos  Wayback Machine

## Omtaler
- Billedbøger omtalt på barnebok.no
- Prisbelønnede amerikanske billedbøger (Engelsk)